# Беца, Йожеф Йожефович
Йо́жеф Йо́жефович (Ио́сиф Ио́сифович) Бе́ца (венг. Becza József; 6 ноября 1929, Мукачево, Подкарпатская Русь — 24 февраля 2011, Мукачево, Закарпатская область, Мукачево, Украина) — советский футболист, полузащитник. Игрок сборной СССР. Мастер спорта СССР (1956), заслуженный мастер спорта СССР (28.02.1991), заслуженный тренер Армянской ССР (1980), заслуженный тренер РСФСР (1966).

## Биография
По национальности — венгр. Начал играть в футбол в 1943 году в юношеской команде мукачевской табачной фабрики. Затем перешёл в местный «Большевик», оттуда — в ужгородский «Спартак». Армейскую службу проходил в ГДО (Станислав), «Спартак» (Станислав), львовском ОДО, а затем перешёл в ЦДСА. В чемпионатах СССР провел 35 матчей, забил 2 гола.
За сборную СССР провёл 2 матча (в том числе 1 матч за олимпийскую сборную СССР).
Заслуженный мастер спорта СССР (28.02.91).
По окончании карьеры игрока окончил Ленинградский физкультурный институт им. Лесгафта. В 1961—1972 годах с небольшими перерывами тренировал ростовский СКА. Потом 2,5 года работал в Польше с командой Северной группы войск. Впоследствии тренировал различные команды СССР.
Последние годы жизни провёл в родном Мукачево, был избран почётным жителем города. В 2004 году журналист Иван Жирош написал о нём книгу «Путь к Олимпу».

## Достижения
Как игрок
- Бронзовый призёр чемпионата СССР: 1955, 1956, 1958
- Обладатель Кубка СССР: 1955
- Олимпийский чемпион: 1956
- Орден «За заслуги» III степени: 2004[7]

Как тренер
- Серебряный призёр чемпионата СССР: 1966
- Финалист Кубка СССР: 1971